# Киль (авиация)

Принцип действия главных элементов управления самолётом: жёлтым в хвосте выделен руль направления (буква «D»);зелёным в хвосте — рули высоты (буква «C», прикреплены к стабилизаторам);зелёным на крыльях — рули крена (буква «A»).

Киль — часть оперения летательного аппарата (ЛА), расположенная в нормальной плоскости летательного аппарата (которая обычно совпадает с его плоскостью симметрии) или наклонной плоскости в случае V-образного оперения. Киль предназначен для обеспечения устойчивости по углу скольжения летательного аппарата. К задней кромке киля на шарнирах обычно крепится руль направления.

## Варианты конструкции
Конструкция вертикального оперения может включать в себя различное число килей (1, 2 или 3).
На абсолютном большинстве самолётов гражданской авиации применяется традиционное однокилевое оперение.
Менее распространено двухкилевое. В настоящее время оно достаточно широко применяется на сверхзвуковых боевых самолётах в связи с недостаточной путевой устойчивостью самолёта на больших скоростях, в противном случае киль приходится делать непропорционально большим; реже — на транспортных, чтобы снизить кренящий момент при отклонении руля, как на Ан-22.
Трёхкилевое оперение, хотя и использовалось в авиастроении, не получило распространения (в первую очередь из-за массы и лобового сопротивления). Наконец, такая конструкция отличается излишней сложностью.

## Изображения

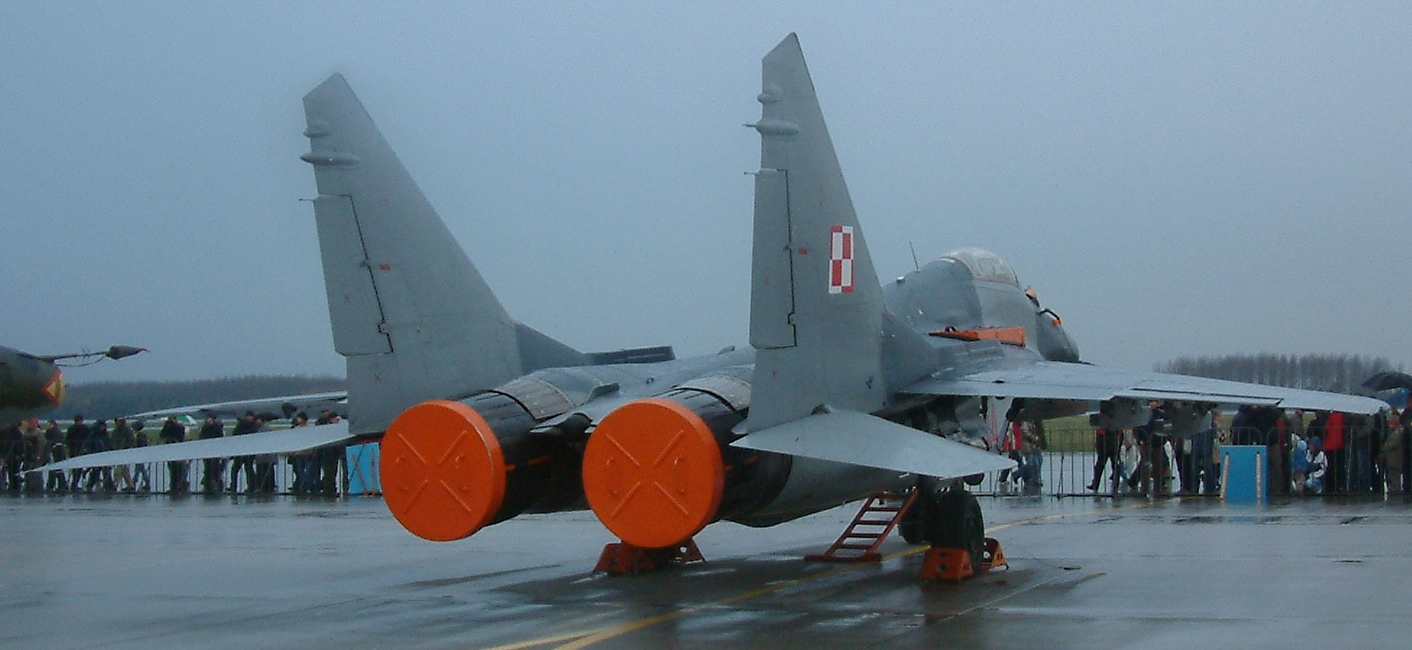
На истребителе МиГ-29 использована двухкилевая схема хвостового оперения
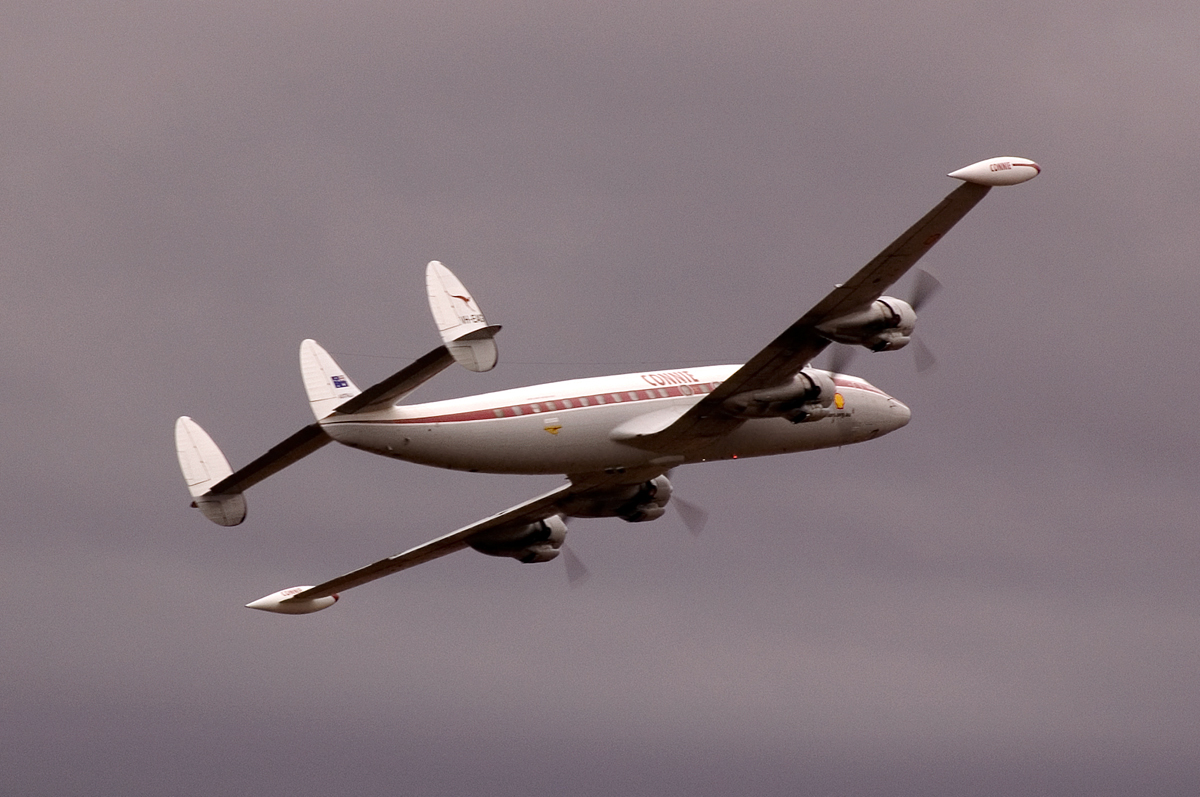
Трёхкилевое оперение на лайнере Lockheed Constellation
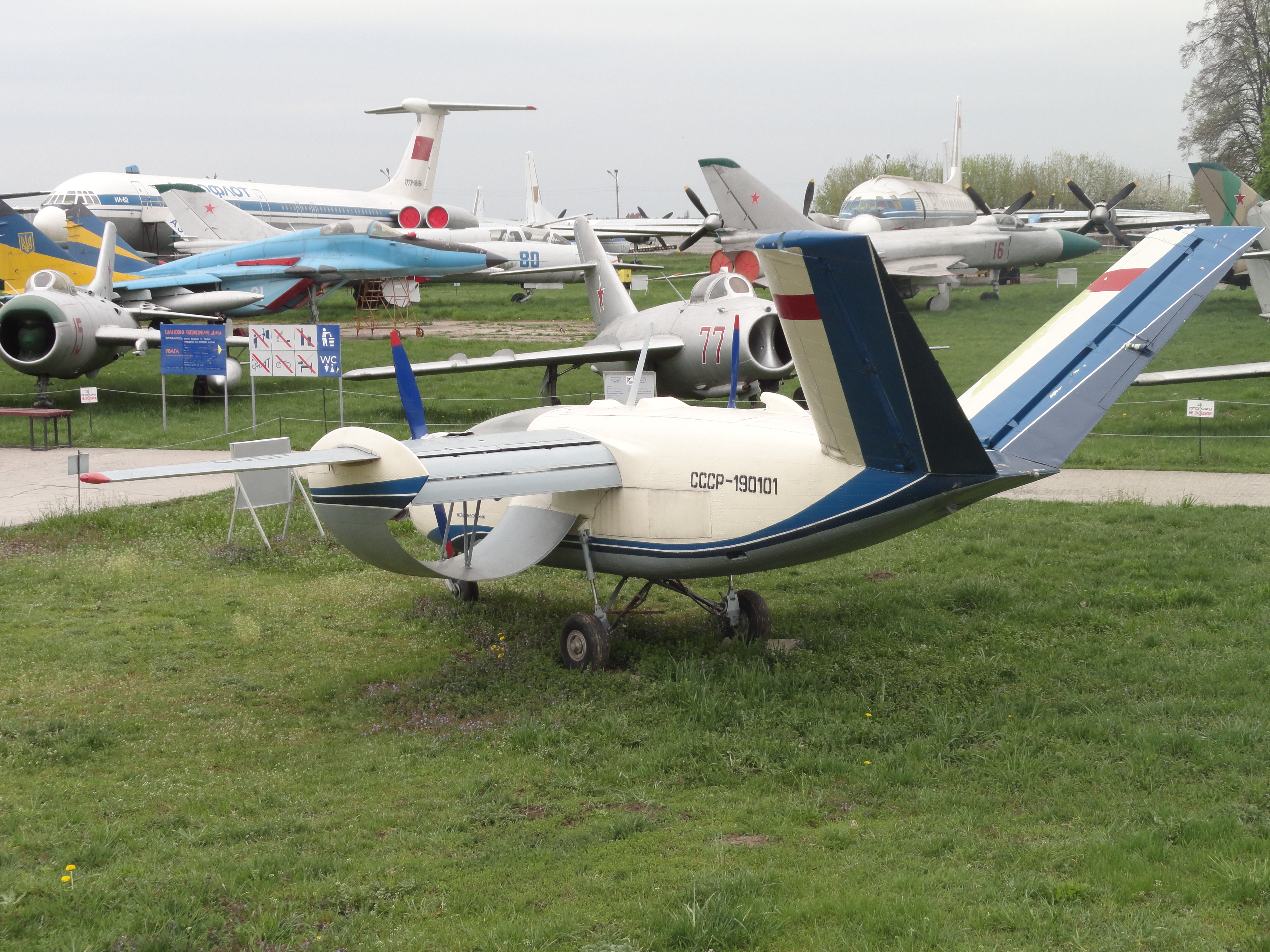
V-образный киль на самолёте Изделие 181
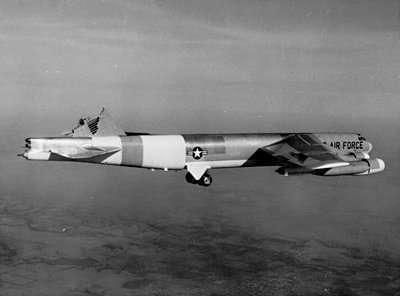
Бомбардировщик B-52 с сорванным килем